# Prikowci
Prikowci, Prikovci (maced. Приковци) – wieś w północno-wschodniej Macedonii Północnej, w gminie Kratowo.